# TXNDC9
TXNDC9 (англ. Thioredoxin domain containing 9) – білок, який кодується однойменним геном, розташованим у людей на короткому плечі 2-ї хромосоми.  Довжина поліпептидного ланцюга білка становить 226 амінокислот, а молекулярна маса — 26 534.
| 10         |  | 20         |  | 30         |  | 40         |  | 50         |
| ---------- |  | ---------- |  | ---------- |  | ---------- |  | ---------- |
| MEADASVDMF |  | SKVLEHQLLQ |  | TTKLVEEHLD |  | SEIQKLDQMD |  | EDELERLKEK |
| RLQALRKAQQ |  | QKQEWLSKGH |  | GEYREIPSER |  | DFFQEVKESE |  | NVVCHFYRDS |
| TFRCKILDRH |  | LAILSKKHLE |  | TKFLKLNVEK |  | APFLCERLHI |  | KVIPTLALLK |
| DGKTQDYVVG |  | FTDLGNTDDF |  | TTETLEWRLG |  | SSDILNYSGN |  | LMEPPFQNQK |
| KFGTNFTKLE |  | KKTIRGKKYD |  | SDSDDD     |  |            |  |            |

A: Аланін

C: Цистеїн

D: Аспарагінова кислота

E: Глутамінова кислота

F: Фенілаланін

G: Гліцин

H: Гістидин

I: Ізолейцин

K: Лізин

L: Лейцин

M: Метіонін

N: Аспарагін

P: Пролін

Q: Глутамін

R: Аргінін

S: Серин

T: Треонін

V: Валін

W: Триптофан

Кодований геном білок за функцією належить до фосфопротеїнів. 
Задіяний у таких біологічних процесах як поліморфізм, альтернативний сплайсинг. 
Локалізований у цитоплазмі, цитоскелеті, ядрі.